# 任遐
任遐，字景远，南北朝南齐官员，乐安博昌（今山东省寿光市）人。
任遐年轻时学问渊博，家中行为十分恭谨有礼，官至御史中丞、金紫光禄大夫。在永明年间，任遐因罪将流放到荒裔地区，其弟任遙怀揣名刺前去谒见求请，言泪交下，齐武帝听说后可怜他，将任遐免罪。任遥之子任昉。